# Minami Iwo Jima

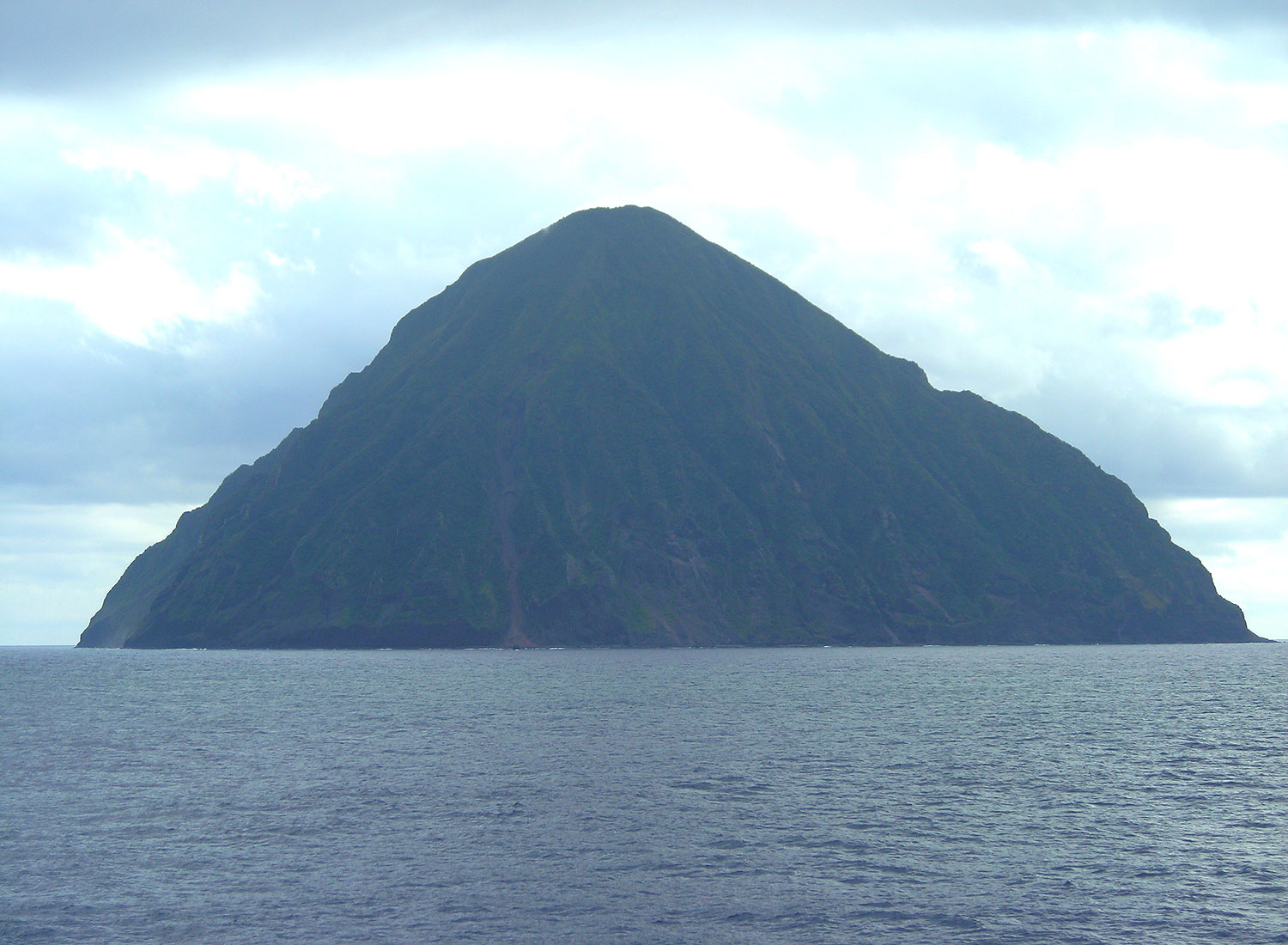
L'isola vista da Ogasawara-maru

Minami Iwo Jima (in giapponese: 南硫黄島, traducibile come isola meridionale dello zolfo) è la più meridionale delle Isole Vulcano, arcipelago di isole appartenente al raggruppamento più vasto delle Isole Ogasawara.
L'isola sorge a 1 300 km a sud di Tokyo.